# 1565
Năm 1565 (số La Mã: MDLXV) là một năm thường bắt đầu vào thứ hai trong lịch Julius.